# Kento Hayashi
Kento Hayashi (林遣都, Hayashi Kento) est un acteur japonais né le 6 décembre 1990 à Ōtsu.

## Filmographie

### Cinéma
- 2007 : The Battery (バッテリー, Batterī?) de Yōjirō Takita
- 2008 : Dive!!
- 2010 : Parade de Isao Yukisada
- 2012 : Lesson of the Evil (悪の教典, Aku no kyōten?) de Takashi Miike
- 2012 : Arakawa Under the Bridge
- 2012 : Bakugyaku Familia
- 2016 : Boku dake ga inai machi : Jun Shiratori
- 2016 : Nigakute amai : Nagisa Katayama
- 2016 : Kashin : Kiyohiko
- 2016 : Soap Bubble : Izumi
- 2016 : Miracles of the Namiya General Store : Matsuoka
- 2017 : Fist & Faith
- 2018 : Cafe Funiculi Funicula (コーヒーが冷めないうちに, Kōhī ga samenai uchi ni?) d'Ayuko Tsukahara : Goro Katada
- 2019 : Ossan's Love: Love or Dead : Ryota Maki
- 2020 : Tempura (私をくいとめて, Watashi o kuitomete?) d'Akiko Ōku (en) : Tada

### Télévision
- 2009 : Shōkōjo Seira
- 2012 : Resident – 5-nin no Kenshui
- 2012 : Basara - Moonlight : Date Masamune
- 2013 : Karamazov no kyōdai (カラマーゾフの兄弟?) : Ryō Kurosawa
- 2015 : Keisei saimin no otoko Part 1 : Tatsuno Kingo
- 2015 : Shingari : Yoshioka
- 2015 : HiGH&LOW〜THE STORY OF S.W.O.R.D.〜 : Norihisa Hyuga
- 2017 : Seirei no moribito : Shuga
- 2017 : Hibana: Spark : Tokuunaga

## Récompense
En 2008, il obtient le prix Kinema Junpō du meilleur nouvel acteur pour son rôle dans The Battery.